# Marsupilami (serie animata 2000)
Marsupilami è una serie televisiva animata francese del 2000, trasmesso da Canal J dal 2000 al 2003 e su France 3 dal 2009 al 2012.
In questa serie, Marsupilami è in compagnia della sua famiglia ed è alle prese con il cacciatore Bring e un giaguaro inferocito. 
Questa seconda serie è più fedele al personaggio del fumetto originale.

## Episodi
1. Marsupilami in passerella (Le Marsupilami, victime de la mode)
2. Un bebè nella giungla (Le Fils du Marsupilami)
3. Marsupilami stella del circo (Le Marsupilami fait son cirque)
4. I Marsurobot (Marsucops)
5. Marsupilami e la visita della Regina (Le Rallye du Marsupilami)
6. Il marsupilami nero (Mars et le Marsupilami)
7. Le marsuolimpiadi (Marsupiades)
8. Giù le mani dal tesoro (Le Marsupilami et la pyramide maudite)
9. Ciak, si gira (Marsuperstar)
10. Asfalto nella giungla (Autoroute Marsupilami)
11. Una nuova amica per Marsupilami (L'Ami Marsupilami)
12. Marsupilami al luna park (Le Marsupilami à Chiquitoland)
13. Un hotel quasi perfetto (Le Marsupilami au palace)
14. Un cucciolo da aiutare (Le Marsupilami au zoo)
15. L'uovo di Marsupilami (Le Marsupilami et la reine Cata)
16. Una crociera movimentata (Et vogue le Marsupilami)
17. Avventura a New York parte 1 (Le Marsupilami à New-York [1/2])
18. Avventura a New York parte 2 (Le Marsupilami à New-York [2/2])
19. Musica bestiale (Marsupilami Palombada)
20. Vietato fotografare (Rien ne va plus chez les Marsupilami)
21. Marsupilami lottatore d'eccezione (Le marsu pile l'ennemi)
22. Bobo e Joelle (Élève Marsupilami)
23. Un filmato che scotta (Palu Palu Marsupilami)
24. Le Marsupilami à la une
25. Marsupilami al centro commerciale (Le Marsupilami au centre commercial)
26. Marsupilami gaucho perfetto (Le Marsupilami dans la Pampa)
27. Un nuovo amico (La Rencontre)
28. La promozione (Pas de répit pour Marsu)
29. Il segreto del galeone (Le Trésor de la Santa Pioca)
30. I due campioni (Rollerdance)
31. Il ritorno di Bring (J'habite chez Marsu)
32. Il ricordo (Souvenirs de Marsu)
33. L'invenzione misteriosa (Panique informatique)
34. La notte di Halloween (L'Halloween des Marsus)
35. Il trucco della sardina (Dauphins et sardines)
36. Il grande artista (Grand art)
37. L'uovo preistorico (Marsu primitif)
38. Il ladro volante (Marsu volant)
39. Lezioni di sopravvivenza (Le Gardien des Marsus)
40. Una tata coi baffi (Miss Backfire)
41. Marsu sentimental
42. La pianta carnivora (Les Dents de la jungle)
43. Due cuori e una caverna (Une famille d'adoption)
44. Fondation Marsu
45. Rodéo sur le Soupopoaro
46. Jean-Pierre voit des Marsus
47. Marsu fait son spectacle
48. Le Sixième Marsu
49. Mémé Marsu
50. Marsu à la rescousse
51. Une journée d'enfer
52. L'Apprenti